# یوآنا پاتسوا
یوآنا پاتسوا (لهستانی: Joanna Pacuła؛ ‏ تلفظ لهستانی: [jɔˈan:a paˈt͡suwa]؛ ۳۰ دسامبر ۱۹۵۷) بازیگر اهل لهستان است.
از فیلم‌های او می‌توان به نقطه فروپاشی، ویروس، سکوت ژامبون‌ها، در ستایش زنان مسن، ال پادرینو و فراموشش کن اشاره کرد.
مجلهٔ «مردم» در سال ۱۹۹۰ او را به عنوان یکی از ۵۰ زن زیبای جهان معرفی کرد.